# Dasji-Dorzjo Itigilov
Dasji-Dorzjo Itigilov (ryska Даши-Доржо Итигэлов, burjatiska Этигэлэй Дашадоржо, Etigelej Dasjadorzjo) född den 13 maj 1852, död den 15 juni 1927, var en buddhistisk lama i Burjatien. Han är också känd för sin väl bevarade mumie.

## Biografi
Det finns nästan ingenting man vet om Itigilovs föräldrar och konsensus är att han blev föräldralös i ung ålder. Innan han blev munk var Itigilov herde som blev intresserad av traditioner kring död och begravningar. Itigilov började studera buddhistiska texter som 15-åring och 23 år senare hade han egna elever. Strax innan första världskriget blev han en inflytelserik buddhistisk ledare i östra Sibirien.
Itigilov bodde hela sitt liv i Burjatien men deltog i Romanov-dynastins 300 årsfest. Under första världskriget deltog han i att organisera och etablera sjukhus för soldater. Itigilov var medlem i Sankt Annas orden, belönad av tsar Nikolaj II.
Innan sin död lämnade Itigilov sin post och blev en vanlig munk.

## Efter döden
Itigilovs kropp grävdes upp första gången 1955 och igen 1973 för att kolla dess skick. Kroppen grävdes upp för tredje gången 2002 och undersöktes av patologer. Enligt dem var kroppen i exceptionellt skick: t.ex. fanns muskler och andra mjukdelar fortfarande kvar. Kroppen var som om han skulle ha dött för några dagar sedan i stället för flera årtionden sedan. Inga medicinska tester har gjorts på kroppen sedan 2005 eftersom de buddhistiska myndigheterna i Ryssland anser att kroppen är helig.
Det sägs att Itigilov inte är död utan i ett tillstånd som liknar nirvana.
Itigilovs kropp försvaras bakom glas i Ivolginskij Datsan och visas bara under de viktigaste högtiderna (sju dagar per år).
Under ett besök i Burjatien 2013 besökte Vladimir Putin Ivolginskij Datsan och "hade ett samtal" med Itigilovs mumie.